# Rhipidia (Rhipidia) bryanti
Rhipidia (Rhipidia) bryanti is een tweevleugelige uit de familie steltmuggen (Limoniidae). De soort komt voor in het Nearctisch gebied.